# Ercole Coccapani Imperiali
Ercole Coccapani, dal 1822 Coccapani Imperiali, Marchese di Spezzano e di Fiorano (Modena, 5 ottobre 1803 – Modena, 11 novembre 1861), è stato un nobile e politico italiano.

## Biografia
Uomo di corte e ciambellano del Duca Francesco V di Modena, e amministratore dei cospicui beni di famiglia, nel 1860, fuggito il Duca Francesco VI, firma come "ministro plenipotenziario per la Lega politico-militare fra Toscana, Modena, Bologna, Parma" un patto di alleanza col governo provvisorio che regge il Granducato di Toscana per la difesa dei relativi territori dal duplice pericolo di attacco delle truppe austriache, da nord, e pontificie, da sud. Ha fatto parte del primo consiglio comunale post-unitario di Modena.